# Campionato mondiale femminile di pallacanestro Under-19 2007
Il 7º Campionato mondiale femminile di pallacanestro Under-19, noto anche come 2007 FIBA Under-19 World Championship for Women (in slovacco: Majstrovstvá sveta FIBA žien do 19 rokov 2007), si è svolto in Slovacchia nella città di Bratislava, dal 26 luglio al 5 agosto 2007.

## Classifica finale
| Campione del Mondo | Campione del Mondo | Campione del Mondo |
| --- | ------------------ | --- |
| Stati Uniti under 194 Lechlitner, 5 Thomas, 6 Lucas, 7 Moore, 8 Bjorklund, 9 Wright, 10 Pedersen, 11 Thomas, 12 Jaeschke, 13 Baugh, 14 Lavender, 15 DeHaan, All. Doug Bruno |                    | |
| Argento | Svezia             | Svezia under 194 Aili, 5 Hägg-Myntti, 6 F. Eldebrink, 7 Yderström, 8 Nordström, 9 E. Eldebrink, 10 Johansson, 11 Edlund, 12 Hamilton-Carter, 13 Grahn, 14 Halvarsson, 15 Lidgren, All. -        |
| Bronzo | Serbia             | Serbia under 194 Mesaroš, 5 Petrović, 6 Matović, 7 Bogićević, 8 Roglić, 9 Milovanović, 10 Miljković, 11 Gobeljić, 12 Cerina, 13 Ivanović, 14 Musović, 15 Ivković, All. Zoran Kovačić            |
| 4. | Spagna             | Spagna under 194 Bokesa, 5 Ocete, 6 Abalde, 7 Carbo, 8 Siñol, 9 Torrens, 10 Herrera, 11 Oliva, 12 Murcia, 13 Nicholls, 14 de la Fuente, 15 Freixanet, All. -                                    |
| 5. | Australia          | Australia under 194 Hunt, 5 Kennedy, 6 Martin, 7 Newley, 8 Schatz, 9 Lewis, 10 Manou, 11 Francis, 12 Ebzery, 13 Gaze, 14 Tolo, 15 Bishop, All. -                                                |
| 6. | Slovacchia         | Slovacchia under 194 Kandráčová, 5 Kovaľová, 6 Slimáková, 7 Zmeková, 8 Tetemondová, 9 Minčíková, 10 Palušná, 11 Beňušková, 12 Moravčíková, 13 Magušková, 14 Pindrochová, 15 Krč-Turbová, All. - |
| 7. | Rep. Ceca          | Rep. Ceca under 194 Kotlanová, 5 Müllerová, 6 Giacintová, 7 Štěpánová, 8 Hindráková, 9 Hejdová, 10 Březinová, 11 Elhotová, 12 Benešová, 13 Bartoňová, 14 Šípová, 15 Ovsíková, All. -            |
| 8. | Corea del Sud      | Corea del Sud under 194 Lee E., 5 Park H., 6 Hong, 7 Go, 8 Kang, 9 Park E., 10 Kim J., 11 Jeong, 12 Cha, 13 Bae, 14 Kim D., 15 Lee Y., All. Hwang Sin-cheol                                     |
| 9. | Canada             | Canada under 194 Watts, 5 Burke, 6 Clarke, 7 Lisson, 8 Seabrook, 9 Rhoden, 10 Pilypaitis, 11 Huntley, 12 Ross, 13 Ayim, 14 Weigl, 15 Boogaard, All. -                                           |
| 10. | Brasile            | Brasile under 194 Angela Braghin, 5 Ariani Silva, 6 Laylla, 7 Julia, 8 Djane, 9 Patty, 10 Tayene, 11 Bruna, 12 Fabi, 13 Nádia, 14 Clarissa, 15 Danila, All. -                                   |
| 11. | Cina               | Cina under 194 Yang, 5 Wu, 6 Yuan, 7 Ding, 8 Cao, 9 Sun, 11 Liu, 12 Jiao, 13 Zeng, 14 Zheng, 15 Wei, All. -                                                                                     |
| 12. | Lituania           | Lituania under 194 Vaščiūnaitė, 5 Solopova, 6 Bušaitė, 7 Miliauskaitė, 9 Mažeikaitė, 10 Pabrėžaitė, 11 Jasiunskaitė, 12 Povilionytė, 13 Rickevičiūtė, 14 Narvičiūtė, 15 Paugaitė, All. -        |
| 13. | Giappone           | Giappone under 194 Terada, 5 Tomizaki, 6 Shibata, 7 Takahashi, 8 Hattori, 9 Fukushi, 10 Miyamoto, 11 Nakahata, 12 Hayashi, 13 Mori, 14 Yoshida, 15 Tanaka, All. -                               |
| 14. | Argentina          | Argentina under 194 Zinna, 5 Castillo, 6 González, 7 Sauan, 8 Boquete, 9 Coz, 10 Pesante, 11 Thomas, 12 Kunkel, 13 Calandra, 14 Pavicich, 15 Dublo, All. -                                      |
| 15. | Mali               | Mali under 194 N. Traoré, 5 Sacko, 6 Togo, 7 Djibo, 8 M. Traoré, 9 Bagayoko, 10 Touré, 11 Keita, 12 O. Coulibaly, 13 K. Coulibaly, 14 Diakité, 15 N. Coulibaly, All. -                          |
| 16. | Costa d'Avorio     | Costa d'Avorio under 194 Kassi, 5 M. Kolga, 6 Thiam, 7 A. Kolga, 8 K. Kouyaté, 9 Berté, 10 Koné, 11 M. Kouyaté, 12 Kamagaté, 13 Doumbia, 14 Mouké, 15 Komenan, All. -                           |